# 巴格馬蒂省
巴格馬蒂省是尼泊爾根據2015年9月20日採納的新憲法而建立的七個省份之一，省會黑道達。尼泊爾首都加德滿都也位於巴格馬蒂省，省內多山，包括高里三喀峰、朗塘山段、Jugal及伽内什山段。巴格馬蒂省總面積20,300平方公里，約佔全國總面積14%，高度也低至可以支持落葉林、松柏林及山地草原和灌丛。溫度隨高度變化，降雨主要在夏天發生。
巴格馬蒂省向北接壤中國西藏自治區，向東連接戈希省，向西連接甘達基省，向南連接摩提舍省及印度比哈爾邦。2020年1月12日，巴格馬蒂省將省會定於黑道達。巴格馬蒂省是尼泊爾人口最多的省份，因此文化也最為多元，在此地居住的人包括內瓦爾人、塔芒族、馬德西人、夏爾巴人、塔魯族、切彭人、Jirel人、婆羅門、切特里等。巴格馬蒂省也是眾議院和國民議會2017年選舉當中選民最多的省份。

## 词源
巴格马蒂省以流经加德满都谷地的巴格马蒂河命名。该河被视为尼瓦尔文明与城市化的起源。在《律藏》和《难陀品》中，河流被称为“Vaggumuda”。在《中部·跋陀经》中，该河又被称为“Bahumati”。 一块公元477年的碑文中称其为“Bagvati Parpradeshe”，后来也出现在《戈巴尔王朝谱系》中。
2020年1月12日，省议会会议通过多数票决定将该省命名为“巴格马蒂省”。当天还宣布黑道达为该省的永久首府。